# Schwarzenberg (Breidenbacher Grund)
Der Schwarzenberg (mundartlich Schwäzebeerg oder Schwozzebergk) ist mit 561,2 m ü. NHN der zweithöchste, aber mit Abstand dominanteste und prominenteste Berg des Breidenbacher Grunds im Gladenbacher Bergland. Sein Gipfel liegt in Nähe der Grenze der Gemarkung Breidenbach zu Biedenkopf, knapp auf Breidenbacher Seite.
Mit Schwarzenberg, genauer Schwarzenberg-Massiv, wird auch das gesamte, durch keine öffentliche Straße unterbrochene Waldgebiet, der zugehörige Höhenzug bzw. das Bergmassiv an der Nahtstelle der Gemeinden Breidenbach, Biedenkopf und Dautphetal bezeichnet, auf dem unter anderem auch der Nimerich, mit 533 m die zweithöchste Erhebung Dautphetals, liegt.

## Geographie

### Lage

#### Berg
Der Schwarzenberg erhebt sich im Norden des Breidenbacher Grundes als prominentester Berg dieses Naturraums und höchster des gleichnamigen zusammenhängenden Massivs, dass im Norden bis Südosten von der Lahn und im Westen bis Südwesten durch die Perf begrenzt wird. In Richtung Osten läuft das Schwarzenberg-Massiv in das Dautphetal aus, während er in Richtung Lahntal und Perftal deutlich steiler abfällt.
Der Gipfel des Schwarzenbergs liegt wenige Meter westlich der Grenze der Gemeinde Breidenbach zur Stadt Biedenkopf  – etwa 2,0 km ostsüdöstlich der Ortslage Breidenbachs und 3,1 km südwestlich der Ortslage Biedenkopfs.
Auf der Nordostflanke des Berges entspringt der Ilmersbach als Zufluss des südlich entspringenden Martinsbachs (nach dem Berg auch Schwarzenbach genannt). Etwas südwestlich, am Nebengipfel Hainbachskopf, liegt die Quelle des Perf-Zuflusses Hainbach, weiter südlich die des Daubachs.
Unmittelbar östlich des Berggipfels, „im Hesselgrund“, liegt der Frühstücksplatz „Gespaltener Stein“ des Biedenkopfer Grenzgangs.

#### Massiv
Das Schwarzenberg-Massiv wird im Uhrzeigersinn, beginnend im westlichen Süden, flussabwärts von Perf und Lahn, ziemlich genau von den folgenden Straßen begrenzt bzw. umrundet: der Landesstraße 3049 längs der Perf (von Wolzhausen bis Breidenbach), der B 253 längs der Perf nebst Perfstausee (ab Breidenbach bis Breidenstein), der B 62 in Norden und Nordwesten längs der Lahn (von Wallau/Lahn über Biedenkopf bis Eckelshausen), der B 453 zunächst weiterhin parallel zur Lahn (ab Eckelshausen bis Dautphe) und der Kreisstraße 39 im Süden (von Dautphe über Silberg zurück nach Wolzhausen).

### Umfang
Das Schwarzenberg-Massiv hat an seiner längsten Stelle (vom Großen Kahn bis zum Hundskopf) eine Nord-Süd-Ausdehnung von rund 7 Kilometern; die größte Ost-West-Ausdehnung (vom Bernberg bis zum Thalenberg) liegt bei etwa 5 Kilometern. Das entspricht einer ungefähren Gesamtfläche von 3000 Hektar (30 Quadratkilometer), wovon etwa 2900 Hektar mit Wald bedeckt sind.

### Gipfel im Massiv
Bei den Gipfeln im Massiv handelt es sich teilweise um Nebengipfel des Schwarzenbergs, teilweise um eigenständige Nachbarberge. Rings um den Zentralgipfel sind folgende Nebengipfel bzw. Nachbarberge erwähnenswert (im Uhrzeigersinn; alle Höhen über Normalhöhennull; Entfernungen zum Zentralgipfel):
- Hausberg (456 m, 2,4 km westnordwestlich) – unmittelbar nördlich der Ortslage Breidenbach
- Mittelhardt (526 m, 1,8 km nordwestlich) – Ortsgrenze Breidenbach/Breidenstein, knapp auf Breidenbacher Seite
- Heppenberg (558 m, 1,3 km nordnordwestlich) – Ortsgrenze Breidenbach/Breidenstein, knapp auf Breidenbacher Seite
- Goßberg (481 m, 2,8 km nordnordwestlich) – östlich der Ortslage Breidenstein
- Großer Kahn (478 m, 3,3 km nördlich) – nördlichster eigenständiger Berg des Massivs, südöstlich der Ortslage Wallau
- Hachenberg (551,9 m, 1,8 km nördlich bis nordnordöstlich) – südöstlich der Ortslage Biedenkopf an den Lahnauen
- Altenberg (506 m, 2,5 km nordöstlich) – südsüdwestlich der Ortslage Biedenkopf, unmittelbar anschließend
- Beilstein (461 m, 3,2 km südöstlich) – westlich der Ortslage Wolfgruben
- Nimerich (533 m, 2 km südöstlich) – zweithöchste Erhebung Dautphetals, oberhalb des Tals des Lautzebachs
- Eichelberg (510 m, 2,5 km südsüdwestlich) – östlich der Ortslage Wolzhausen, unmittelbar anschließend

### Erreichbarkeit und Wege
Erreichbar ist der Berg ausschließlich durch verzweigte Waldwege innerhalb des Massivs.

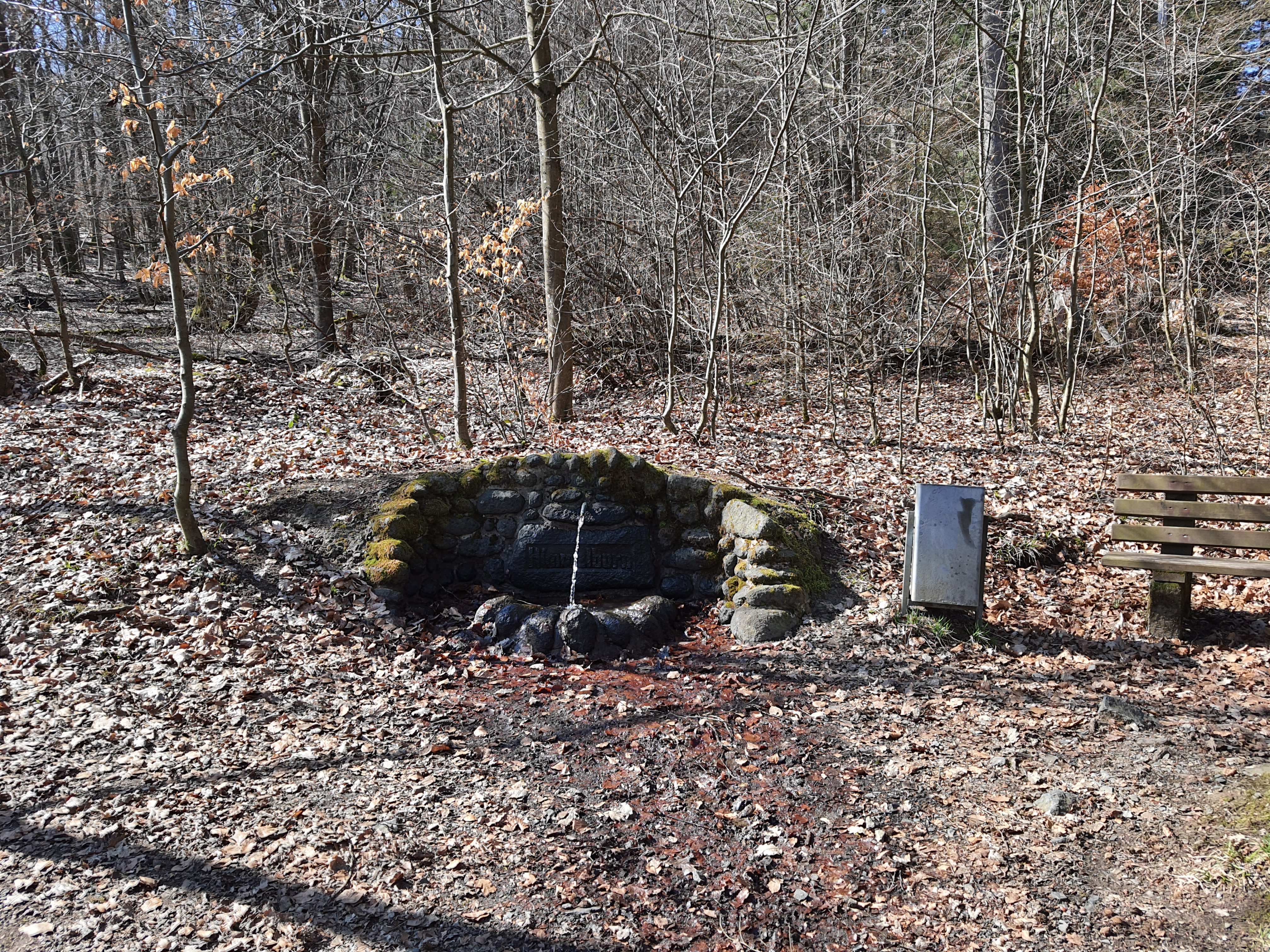
Der Brunnen „Himmelborn“ an der Kuhleiche

Mitten durch das Schwarzenberg-Massiv verläuft ein zentraler Waldweg Breidenbach–Biedenkopf, der die kürzeste Route zwischen den Orten darstellt. Er verläuft von der Breidenbacher Bachstraße aus zunächst durch das Tal des Himmelsbornbachs und schließlich durch den Sattel zwischen Schwarzenberg und Hachenberg, dem Himmelborn und erreicht dort eine Höhe von knapp 550 Meter. Anschließend sinkt er entlang eines Nebengipfels des Herrmannskopfes zur Kuhleiche ab und erreicht dort den Brunnen „Himmelborn“. Schließlich sinkt er entlang des Altenberges ab und erreicht die Biedenkopfer Ortsstraße „Am roten Weg“. Der Weg ist bekannt als Weg „über den Himmelborn“.

### Naturräumliche Zuordnung
Der Schwarzenberg / das Schwarzenberg-Massiv gehört in der naturräumlichen Haupteinheitengruppe Westerwald (Nr. 32), in der Haupteinheit Gladenbacher Bergland (320) und in der Untereinheit Lahn-Dill-Bergland (320.0) zum Naturraum Breidenbacher Grund (320.00) am Übergang zum Naturraum Oberes Lahntal (320.02).

## Nutzung und Besiedlung

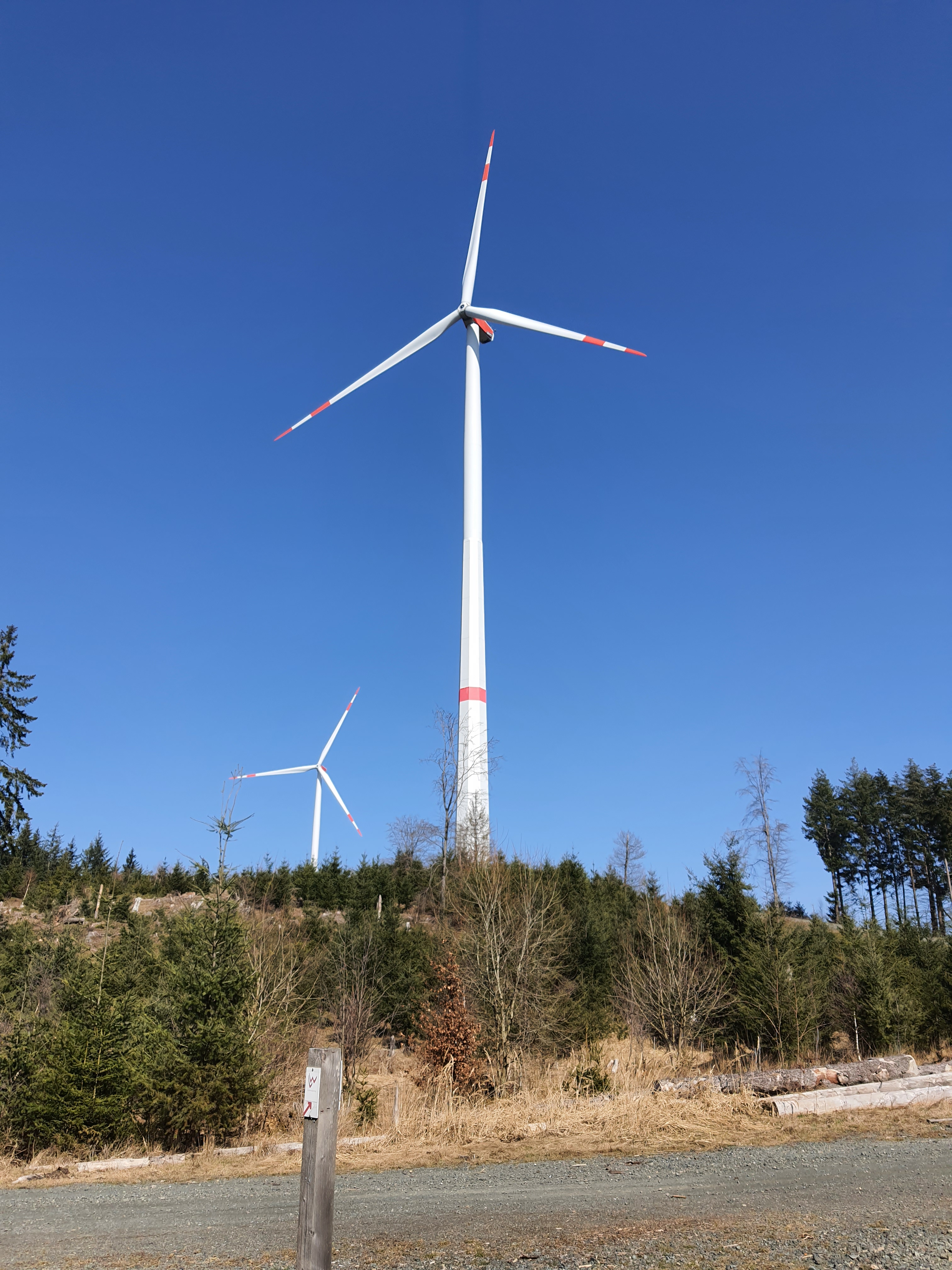
Anlagen 5 und 7 des Windparks Schwarzenberg

Ein großer Teil des Windparks Schwarzenberg liegt auf dem namensgebenden Bergmassiv; dessen Anlage 7 befindet sich direkt auf dem Berggipfel. Das Massiv ist durch seine ausgedehnte Waldfläche inmitten des oberen Hinterlands ein beliebtes Wandergebiet.

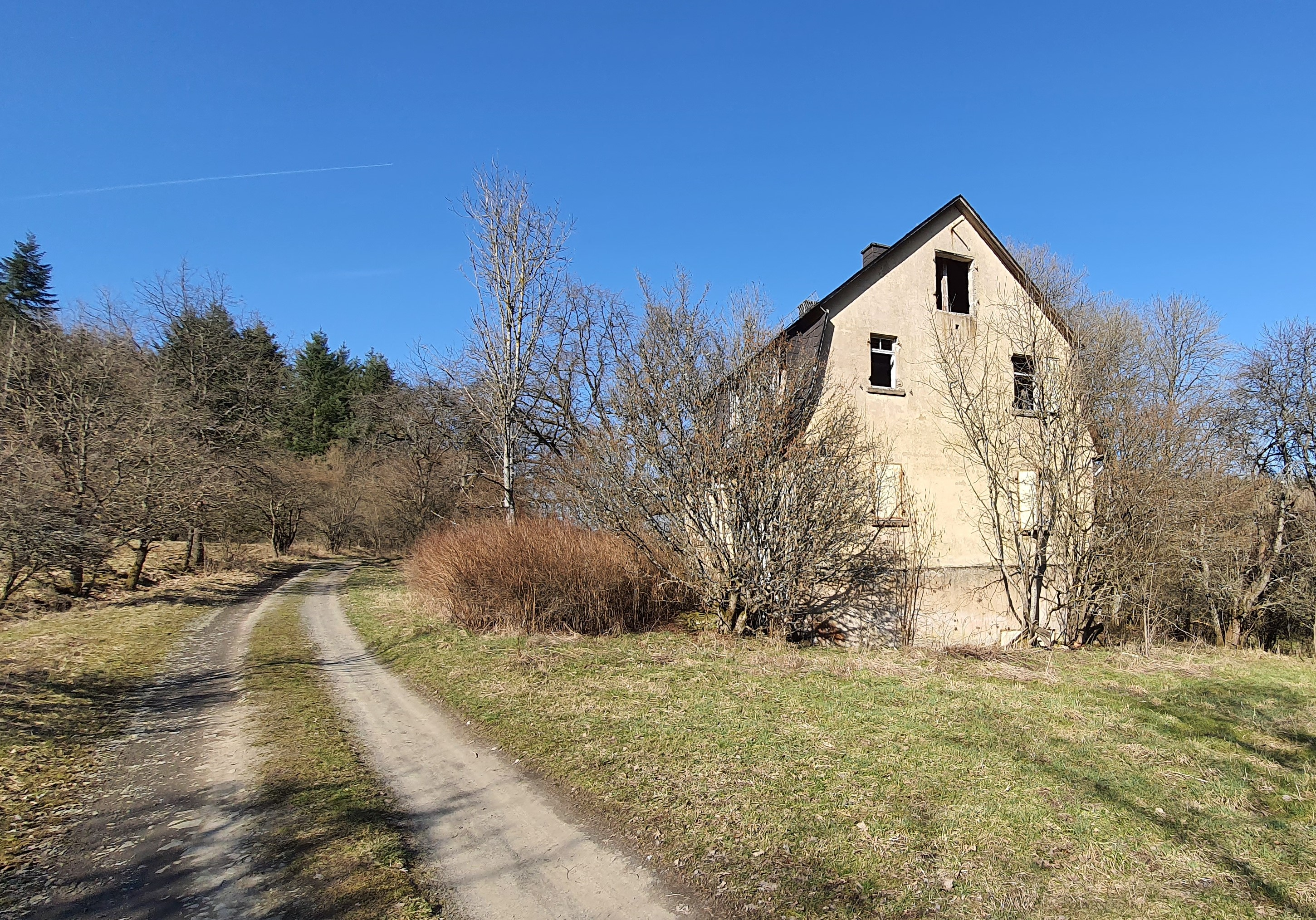
Ein Gebäude des ehemaligen Hofguts Roßbach

Die einzigen Ansiedlungen im Bereich des Schwarzenberg-Massivs sind zwei Einzelgehöfte. Einer davon war der Hof Roßbach (mundartlich Hob Roussboch), der bis 1913 eine eigene Gemarkung und Gemeinde bildete, heute allerdings unbewohnt und verfallen ist und inzwischen zur Gemarkung Breidenstein gehört. Das Hofgut lag in dem in Richtung Norden geöffneten Tal des gleichnamigen 3,8 km langen Roßbachs, zwischen Goßberg und Roßberg und umfasst heute noch drei Gebäude. Beim zweiten handelt es sich um den Hof Daubach (mundartlich Hob Dauboch), zugehörig zur Gemarkung Wolzhausen, in einem Richtung Perf geöffneten Tal des etwa 1,5 km langen Daubachs liegend. Der Ursprungsbau wurde in den 1930er Jahren errichtet und im Dritten Reich als Jagdhaus genutzt. Seit einem Wiederaufbau wird das Gebäude für Wohnzwecke verwendet.